# استخوان خوک و دست‌های جذامی
استخوان خوک و دست‌های جذامی نام دومین رمان مصطفی مستور سال ۱۳۸۳ در نشر چشمه منتشر شده‌است. این اثر به زبان‌های متعددی از جمله ترکی،روسی، ایتالیایی و… ترجمه در کشورهای مختلف اروپایی منتشر شده‌است. همچنین محمد رحمانیان فیلم‌نامه‌ای را با الهام از این اثر نوشت. چاپ سی‌و هشتم این رمان سال ۱۴۰۰ منتشر شده‌است. این اثر در شماره رمان‌های پرفروش فارسی است.
تا کنون بارها مورد نقد بررسی قرار گرفته‌است.

## خلاصه داستان
داستان زندگی ساکنین یک ساختمان ۱۷ طبقه به نام برج خاوران است که هر کدام مشکلات خود را دارند٬دانیال با دغدغه‌های فلسفی اش٬حامد دانشجوی عکاسی که بین عشق مهناز و نگار مانده٬نوذر که به خاطر پول دست به هر جنایتی می‌زند٬محسن و سیمین که در حال طلاق هستند و آینده دختر کوچک شان درنا معلوم نیست ٬دکتر مفید و همسرش افسانه که دنبال اهداکننده مغز استخوان به پسر رو به مرگشان٬الیاس هستند٬سوسن که پس از سال‌ها بدکارگی به خاطر امرار معاش٬عشق را با شاعری به نام کیانوش تجربه می‌کند٬پریسا که در یک مهمانی مورد تجاوز قرار گرفته و به آینده خود ناامید است، و آدم‌هایی از این دست که در آخر همه به رستگاری می‌رسند…
نویسنده در توضیحی دربارهٔ این رمان گفته بود: «مسئله مهم در داستان استخوان خوک و دست‌های جذامی روایت‌های موازی نبود بلکه اثرگذاری شخصیت‌ها بر یکدیگر برایم مهم بود. طرح این کتاب شبیه طرح فیلم «ده فرمان» اثر کیشلوفسکی است و تنها تفاوتش در این است که در آن فیلم شخصیت‌ها برهم تأثیر می‌گذارند؛ اما در ماجراهای کتاب من، این‌چنین نیست و فکر می‌کنم این واقعیت زندگی است. من در کتاب به صراحتاً گفته‌ام که برج خاوران ۱۷طبقه است. اگر در هر طبقه هم ۵ واحد باشد، آن وقت می‌شود تعداد بی‌شماری خانواده که در کنار هم زندگی می‌کنند. چطور امکان دارد ما همسایه ۵ طبقه بالاتر خود را بشناسیم یا با او دربارهٔ اتفاقات زندگی‌اش صحبت کنیم؛ در حالی که من فقط دربارهٔ ۷ واحد از این ساختمان حرف زده‌ام؟ من به عنوان یک دانای کل می‌توانم همه ساکنان برج را ببینم؛ ولی در زندگی واقعی و طبیعی، از همدیگر چیزی نمی‌دانیم و از نظر من واقعیت هولناک زندگی هم همین ندانستن‌هاست. اصولاً ما نمی‌دانیم فلانی چه مشکلی دارد تا بتوانیم به او کمک کنیم یا بر زندگی او تأثیر بگذاریم. اگر داستان متعارف معنی‌اش، اثرگذاری آدم‌ها روی یکدیگر است، من از قصد نخواسته‌ام چنین چیزی در داستان‌هایم بگویم. از نظر من، کسی نمی‌تواند روی دیگری تأثیر بگذارد؛ چون نمی‌داند.»

## معرفی
داستان «استخوان خوک و دست‌های جذامی» روایت هفت خانواده یا هفت نوع شخصیت مختلف است. همه این شخصیت‌ها در یک مجتمع مسکونی زندگی می‌کنند. داستان با روایتِ دانیال آغاز می‌شود. او گرفتارِ یک‌سری اختلال‌های روحیه جسمی و رفتاری است. در روایت آشکار نمی‌شود این مصائب که متأثر از جراحت‌های جنگ است یا اختلالات مادرزادی ای دارد. دانیال به آدم‌های جامعه دید منفی و تیره‌ای دارد و آن‌ها را سرزنش می‌کنند در مورد زندگی و شیوه اندیشه‌شان، لسیت آنها با مرگ و عشق پایبندیشان نسبت به مضامین اخلاقی، اجتماعی و انسانی جامعه را مورد نقد قرار می‌دهد و در نهایت، آرزو می‌کند زمین از چنین موجوداتی که کار و رفتارشان غیرانسانی است پاک شود. او با مادر پیشر زندگی می‌کند و پدرش از دنیا رفته‌است و مادرش را مستمری شوهر فقید زندگی می‌کند…
دومین گروه خانواده محسن است؛ همسرش سیمین و دخترش درنا است و او روزنامه‌نگار است. سیمین مدتی است از محسن جدا شده سیمین معتقد است محسن در زندگی بیشتر به کارش می‌اندیشد؛ اگرچه او در روزنامه مدافع حقوق زنان است ولی در خانه اهمیتی به همسرش نمی‌دهد و…
شخصیت‌های گروه سوم، حامد و نگار هستند حامد نامزدی به نام مهناز دارد که در خارج تحصیل می‌کند. ظاهراً فرد زیبارویی است و حامد به شدت به او علاقه‌مند است، حامد که در عکاسی کار می‌کند و دانشجوی همین رشته در دانشگاه است، با نگار که از لحاظ ظاهری شباهت زیادی به مهناز دارد روبرو می‌شود این شباهت باعث می‌شود حامد به نگار هم دل ببندد و او را در پروژهای که به یک نمایشگاه عکاسی ختم می‌شود و… شخصیت‌های گروه چهارم سوسن و کیانوس هستند. البته اینها خانواده نیستند سوسن روسپیگری می‌کند. کیانوش هم تازگی از زندان آزاد شده‌است. سه شخصیت دیگر داستان هم ملول و بندر و نوذر هستند که آدم‌هایی خلافکارند.
توضیح دربارهٔ نام کتاب

عکس جلد چاپ سی‌ام

این نام به حدیثی از علی بن ابی‌طالب اشاره می‌کند: «امام علی ابن ابی طالب در صفت دنیا فرمود: به خدا سوگند که دنیای شما در نزد من پست‌تر و حقیرتر است از استخوانِ خوکی در دستِ جذامی.» این جمله در بخشی از کتاب بیان می‌شود که نوذر و نوچه‌هایش پیرمردی پولدار را فقط به قصد پولش می‌کشند.
اسامی شخصیت‌ها
- دانیال
- حامد
- نوذر
- پریسا
- محسن
- نگار
- دکتر مفید
- سیمین
- کیانوش
- سوسن

## نقد و بررسی
- داستان «استخوان خوک و دست‌های جذامی» بارها در فضای رسانه‌ای و محافل دانشگاهی مورد نقد و بررسی قرار گرفته‌است.
- در نقدی این اثر شبیه به فیلم آژانس شیشه‌ای توصیف شده‌است و منتقد معتقد است: «این داستان، همان قصه فیلم بلند «آژانس شیشه‌ای» است که داخل و بیرونش پیداست و از هر طبقه اجتماعی یا طیف اجتماعی آدمی آنجا دیده می‌شود دانشجو، تاجر، و کسان دیگری که بودند. این کتاب به شکل آن فیلم دارد الگو می‌دهد. در آن فیلم، آدمها با مشکلات خاصی آمده بودند و وجه مشترکی داشتند که گروگان گرفته شدن بود و باید پرواز می‌کردند. آنها در این یک مورد وجه مشترک داشتند. ولی مشکل شان عدیده بود. این آپارتمان همان ویترین است. هر طبقه ای یک عده را در خود جای داده‌است.»[۱۲]
- همچنین در پژوهش «بازنمایی هویت طبقه متوسط مدرن شهری در آثار مصطفی مستور؛ تحلیل گفتمان رمان‌های استخوان خوک و دست‌های جذامی و من گنجشک نیستم» عنوان شده‌است؛ «نشانه‌های مستقر در متن نشان می‌دهد؛ مکان‌ها، شخصیت‌ها، کنش‌ها و فضاهای شهری مناسبات طبقه متوسط ایران را بازنمایی می‌کند. نویسنده از میان چشم‌اندازهای مختلف هویت و ذهنیت انسان طبقه متوسط را برای روایت برگزیده است. این نکته زمانی برجسته می‌شود که این چشم‌اندازها با چشم‌اندازهای رقیب دیگر مانند و هویت شهرنشینی، فرهنگ طبقه متوسط و نظایر این مقایسه می‌شود «استخوان خوک و دست‌های جذامی» نمایشگر گفتمان هژمونیک طبقه متوسط است.»[۱۳]
- در ادامه تحلیل آمده‌است: «گفتمان طبقه متوسط در این روایت «استخوان خوک و دست‌های جذامی» با گفتمان‌های سیاسی - اجتماعی کلانتر متجدد در تعامل است. با این توضیح که روایت نسخه‌ای سوسیالیستی - مارکسیسم از طبقه متوسط متجدد شهری را بازنمایی می‌کند. در نگاه و منظری تاریخ می‌توان گفت این اثر وام‌دار گفتمان ادبی مارکسیستی رایج در سنت رمان‌نویسی واقع‌گرایی ایران است؛ که پیش‌تر در سال‌های دهه چهل و پنجاه ردپای آن را می‌توان در آثار کسانی چون صادق چوبک، جلال آل‌احمد، بزرگ علوی و احمد محمود رهگیری کرد. مهمترین تفاوت این روایت و گفتمان حاکم بر آن با گفتمان‌های پیشین در آن است که در آثار واقع-گرایی دوران اوج روایت‌های مارکسیستی و سوسیالیستی سال‌های دهه ۴۰ و ۵۰ شاهد قرائتی ارتدوکسی از مارکسیسم هستیم. آن قرائتی که زیربنای اقتصادی و روبنایی فرهنگی جامعه‌شناختی دارد. در روایت «استخوان خوک و دست‌های جذامی» رو بناهای فرهنگی در کانون توجه به نویسنده قرار گرفته‌است به عبارت دیگر اگر در آثار غلامحسین ساعدی فقر و تهیدستی منجر به از خودبیگانگی می‌شود؛ در مصطفی مستور نفس از خود بیگانگی و هم بسته‌های آنان اهمیت دارد به این جهت این رمان تا حد بسیاری یادآور گفتمان مارکسیسم فرهنگی خصوصاً کسانی مانند تئودور آدرنو و هربرت مارکوزه است. جالب آن‌که برخلاف سنت مرسوم پایگاه طبقاتی انسان‌های درگیر در این رمان جاب جا و انسان طبقه کارگر به انسان طبقه متوسط قلب شده‌است.»[۱۳]

## افتخارات و ترجمه
این برگزیده جایزه ادبی اصفهان به عنوان بهترین رمان در سال ۱۳۸۳ شده‌است. 
این اثر به زبان‌های متعددی از جمله ترکی،روسی، ایتالیایی و… ترجمه در کشورهای مختلف اروپایی منتشر شده‌است.

## رویدادهای مرتبط
از آغاز انتشار این رمان رویدادهایی مرتبط با آن نیز رقم خورده‌است.
- چاپ دوم «استخوان خوک و دست‌های جذامی» به دلیل عکس روی جلد مجوز نشر نگرفت. با اعمال تغییراتی مجوز آن صاد شد.[۱۷] چاپ دوم رمان «استخوان خوک و دست‌های جذامی» پس از چند ماه انتظار برای اخذ وصول از وزارت فرهنگ و ارشاد اسلامی، منتشر شد.[۱۸] این نویسنده در اعتراض به سخت‌گیری‌ها و سوءظن نسبت به نویسندگان اعلام کرده بود؛ «دیگر اثری برای مجوز به ارشاد نخواهد فرستاد.»[۱۹]
- اقتباس فیلم‌نامه از رمان «استخوان خوک و دست‌های جذامی»[۲۰] به قلم محمد رحمانیان از دیگر رویدادهای مرتبط با این اثر بود.[۹] او اعلام کرده بود فیلم سینمایی را خرداد سال ۱۳۸۵ به تهیه کنندگی منوچهر محمدی و مؤسسه فرهنگی فردایس کار کند.[۹] اما این فیلم هیچ‌وقت ساخته نشد. ساخت فیلم «هفت زمین و یک آسمان» اقتباسی از این رمان با انصراف منوچهر محمدی تهیه‌کننده منتفی شد.[۲۱] همچنین محمد رحمانیان نیز به دلیل مخالفت با سانسور بخش‌هایی از فیلم‌نامه از اعمال تغییرات در آن تن زد و در نهایت این رمان فیلم نشد.[۲۲]